# 의절

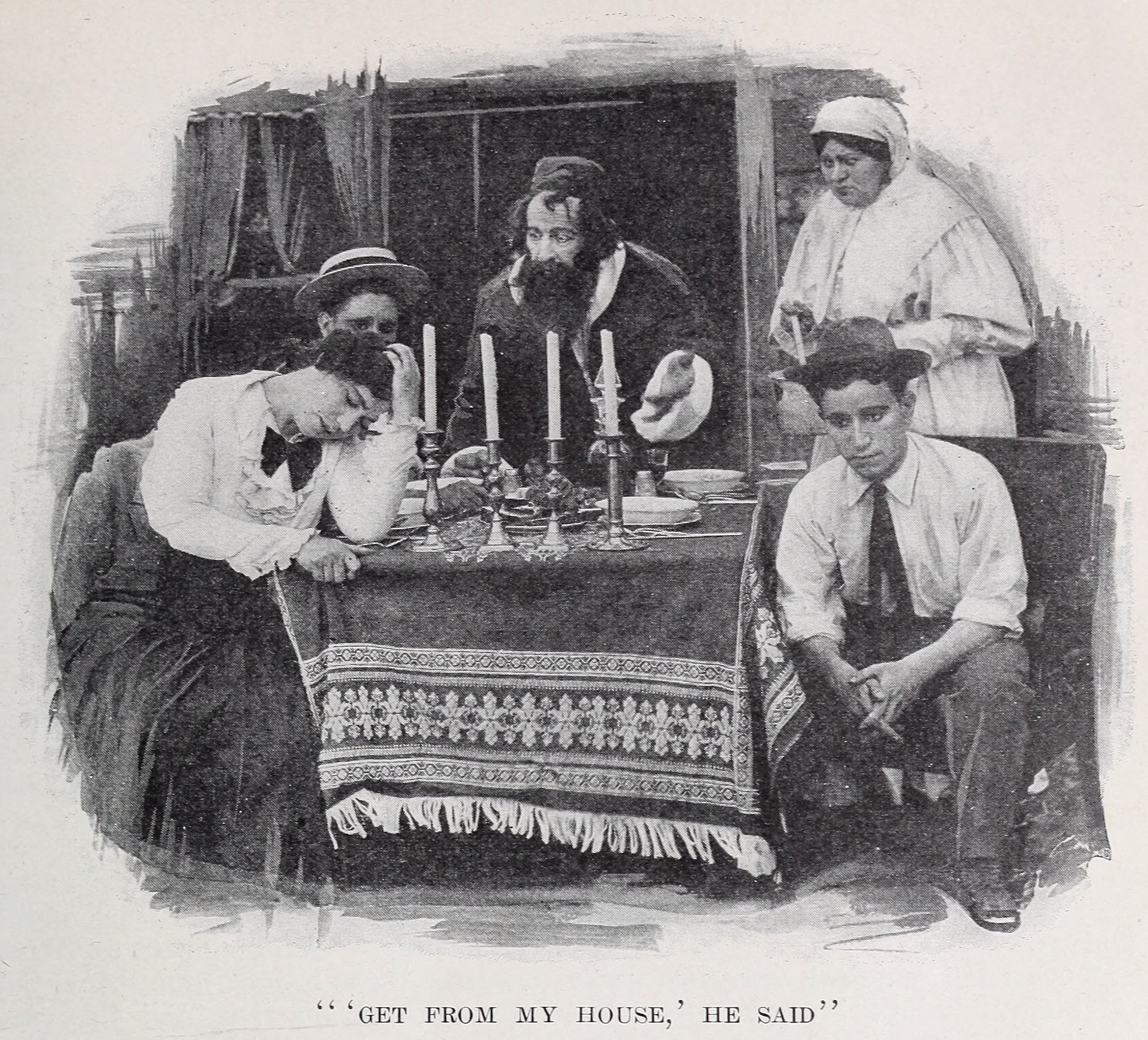
1913년 영화 유대인의 크리스마스에서 딸을 버리는 아버지

의절(Disownment) 또는 절연은 부모가 자녀를 가족 구성원으로 포기하거나 더 이상 받아들이지 않을 때 발생한다. 의절은 비난받을 만한 행동으로 인식되거나 심각한 감정적 결과를 초래하기 때문에 발생할 수 있다. 입양을 위해 아이를 포기하는 것과는 달리, 이는 사회적, 대인 관계 행위이며 아이의 생애 후반에 발생할 수 있다. 즉, 버림받은 아이가 향후 돌봄을 준비해야 함을 의미한다. 무엇보다도 이는 향후 돌봄에 대한 책임이 없음을 의미하므로 (배우자의) 이혼과 유사하다. 즉, 버림받은 자녀가 집에 전화하여 보살핌을 받을 수 있는 다른 거주지를 찾아야 함을 의미한다.
의절은 상속 박탈, 가족 추방, 기피 또는 이 세 가지 모두를 수반할 수 있다. 버림받은 자녀는 이전 가족의 집에서 더 이상 환영받지 못하거나 주요 가족 행사에 참석하는 것이 허용되지 않을 수 있다. 반대로, 아이는 어떤 형태로든 해방을 통해 부모나 가족과 의절하려고 할 수도 있다.
일부 국가에서는 자녀의 이혼이 자녀 유기의 한 형태이며 자녀가 미성년자인 경우 불법이다. 일부 국가에서는 정상적인 가족 관계의 부재(오스트리아에서 필수 요건임) 또는 의절하려는 사람의 학대(스페인에서 요구됨)와 같은 특정 가족 조건의 증거를 바탕으로 가족 내에서 소유를 부인할 법적 권리를 규정한다.
로마법에서는 파트리아 포테스타스(patria potestas)라고 불리는 권리에 의절권이 포함되었다.

## 같이 보기
- 가출